# Les Éthiopiques (bande dessinée)
Pour les articles homonymes, voir Éthiopiques.
Les Éthiopiques est une série de quatre aventures de Corto Maltese. Écrites et dessinées par Hugo Pratt, elles succèdent au recueil Les Celtiques :
- Au nom d'Allah le miséricordieux ;
- Le coup de grâce ;
- Et d'autres Roméo et d'autres Juliette ;
- Les hommes-léopards du Rufiji.

Elles se déroulent dans les derniers mois de l’année 1918, quand la Première Guerre mondiale se termine en Europe mais se poursuit en Afrique. À cette époque, plusieurs puissances européennes se disputent la colonisation de pays d'Afrique et de la péninsule Arabique, favorisés en cela par l'ouverture en 1869 du Canal de Suez. Ces histoires ont pour cadre le Yémen (dans la péninsule), la Somalie britannique et l’Abyssinie (dans la Corne de l'Afrique) et l'Afrique orientale allemande.

## Le choix du titre
Le même titre avait déjà été utilisé par Héliodore d'Émèse à la fin du IVe siècle pour son roman grec Les Éthiopiques, ainsi que par Léopold Sédar Senghor pour son recueil de poèmes paru en 1956, Éthiopiques. Le bédéiste n'avait pas pensé au second, mais effectivement au premier pour le choix du titre. La terminaison du titre en « -iques », qu'il aimait bien, devait influer le choix d'autres titres de ses albums. D'abord pour Les Celtiques, recueil d'épisodes écrits avant Les Éthiopiques, mais paru en album après, faisant référence au celtisme. Puis pour, Les Helvétiques, épisode d'abord paru sous le nom de Rosa alchemica, renvoie à un mot latin, convenant à un récit faisant allusion à des légendes.

## Cush
Les Éthiopiques voient les débuts d’un nouveau personnage important dans l’œuvre de Pratt : Cush, guerrier afar de la tribu des Beni-Amer (en). Musulman profondément croyant, il est d’une fidélité absolue à la loi du Coran. Il a très mauvais caractère et ne perd pas de temps avec ses ennemis : il les supprime sans état d’âme. C'est un farouche guerrier dont le but dans la vie est de débarrasser son pays du joug des européens. Il apprécie beaucoup mâcher des feuilles d'un arbuste nommé arbuste khat, réputées pour leur effet stimulant et euphorisant, dû à la substance psychotrope qu'elles contiennent.
Hugo Pratt reprendra ce personnage dans deux épisodes des Scorpions du désert : J’ai deux amours… et l’Ange de la mort.
Son nom pourrait venir du livre de la Genèse en référence aux Coushides, descendance de Koush, fils de Ham maudit par Noé, et vouée à jamais à l'esclavage. La posture paradoxale de Cush fait de lui un homme libre qui secoue les chaînes invisibles qui lient encore son peuple.
Selon Pratt, son intransigeance sur la religion dépend des points de vue. En Occident, c'est jugé comme négatif, alors que c'est positif pour certains musulmans. Il avait connu des personnes comme lui. Lorsqu'il avait quinze ans, il s'était échappé d'un camp et elles l'avaient récupéré et emporté avec eux sur leurs dromadaires plutôt que de l'emmener au poste de police. Il est resté ensuite deux mois avec eux.
Toujours à propos du personnage, il n'est pas vraiment un Danakil, c'est un Beni Amer. Comme tous les siens, il a le sens de la théâtralité et de l'ironie. Pratt rajoute que tous les nomades sont des comédiens, ce ne sont pas des gens qui passent leurs temps dans des écoles coraniques. Et puis, quand on se trouve au milieu des scorpions et des vipères, on se permet de rire un peu.
Cush a permis à l'auteur d'être populaire en Afrique, que ce soit en Éthiopie ou en Angola. Tellement que les Africains qui lui demandaient un dessin souhaitaient Cush plutôt que Corto. D'ailleurs, lors de l'exposition de 1993 sur le bédéiste au Grand Palais de Paris, des Africains lui disaient "Nous, on connaît bien Cush".

## Retour en Éthiopie
En avril 1973, le dernier épisode intitulé Rufiji kamarad, les hommes-léopards (qui s'intitulera ensuite Les Hommes-léopards du Rufiji), est aussi la dernière aventure qui paraît dans Pif Gadget. La direction jugeant les idées du marin maltais trop libertaires à son goût, Hugo Pratt met un terme à leur collaboration. Il en profite pour partir une nouvelle fois en Éthiopie. Il a déjà souvent vécu dans la Corne de l’Afrique, notamment en 1966 pour effectuer ce qu'il nomma son « pèlerinage du pèlerinage ». À Lalibela, il dessine les églises monolithes. Puis, il visite Magdala, où le négus Théodoros II nargua l'Angleterre victorienne et se suicida pour éviter d'accepter la défaite. Puis, il y revient en février 1969, pour un « grand voyage sentimental », afin retrouver la tombe de son père dans un petit cimetière musulman à Harrar. Il aura attendu 26 ans après sa mort pour s'y recueillir. Il s'est ainsi servi de sa connaissance et son expérience de la région pour l'écriture de cet album.
Il y avait d'ailleurs vécu dans sa jeunesse avec sa famille, entre 10 et 16 ans, qui s'était installé en Éthiopie, dans le contexte de l'Occupation italienne, son père le militaire Rolando Pratt ayant été affecté dans ce pays. Le jeune Hugo disait qu'il était ainsi « le plus jeune soldat de Mussolini ». À sa première escale à Port-Saïd (en Égypte), son père l'avait d'ailleurs coiffé d'un casque colonial et lui avait donné une canne plombée pour taper sur la tête des Noirs, qui étaient censés encombrer les rues africaines. En Éthiopie, la famille avait d'abord débarqué à Massoua, pour s'installer à Addis-Abeba, capitale éthiopienne, dans le quartier de Villagio Littorio (aujourd'hui disparu). Dans leur maison, ils avaient pour domestique Brahane, jeune éthiopien qui avait fait la guerre contre les Italiens et qui était contraint de servir chez eux. Le garçon s'est lié d'amitié avec lui, qui lui fit découvrir l'abyssin, le swahili et les coutumes de son pays. C'est ainsi qu'en dépit de la guerre, l'Italien avait eu beaucoup d'amis parmi ceux qui étaient censés être ses ennemis : bergers, princes, soldats, mages, chefs de tribus... Il a aussi connu Henry de Monfreid, qui tenait alors un commerce d’électricien à Dirédaoua, avec qui son père parlait. Enfin, il rencontra une communauté gréco-arméno-judéo-égyptienne, où il retrouvait l'ambiance vénitienne de son enfance. Ses découvertes lui ont appris à s'ouvrir à de nouvelles cultures, à se méfier du colonialisme et à devenir un nomade. Mais il connut aussi des drames dans ce pays. Après l’offensive britannique de 1941, il assista au retour de l’empereur Hailé Sélassié dans la capitale libérée. Cette même année, son père fut capturé par les troupes britanniques. Il tomba malade et mourut en captivité fin 1942. De leur côté, Hugo et sa mère furent internés dans un camp de prisonniers à Dire Dawa. Le jeune homme fut aussi le plus jeune prisonnier. Là, il se mit à acheter des comics aux gardes. La mère et le fils furent rapatriés par la Croix-Rouge en 1943.
Par la suite, il ne cessera de voyager et de revenir dans cette région, parfois en compagnie de son ami Jean-Claude Guilbert, amoureux comme lui de l'Afrique. Il lui arrivait fréquemment par exemple de dormir dans la gare d'Awash, sur la ligne de chemin de fer reliant Addis-Abeba à la ville de Djibouti, comprenant une chambre où ont aussi dormi Haïlé Sélassié Ier et Charles de Gaulle. Tout comme il accompagna son ami à Sagallou, à Djibouti, sur les traces de l'ataman russe Nicolas Ivanovitch Achinoff. Ce dernier s'installa dans cette ville en janvier 1889, avec sa troupe d'environ 160 russes, avant d'être bombardés par la marine française et expulsé le mois suivant. En 1981, les deux amis se trouvent au bord du lac Abbe, lac salé endoréique situé sur la frontière entre Djibouti et l'Éthiopie. Pratt narra à Guilbert comment voyager dans l'au-delà et pactiser avec les portes secrètes du Paradis et celles de sorties de secours de l'Enfer. Le bédéiste se considérait d'ailleurs comme agnostique féru de métaphysique, de mystique juive et de mythes judéo-chrétiens et quand on le questionnait sur son rapport à l’existence de Dieu, il répondrait : « Je ne m’interroge pas sur Dieu, mais sur les hommes » Et il appréciait citer ce proverbe éthiopien : « Remercie Dieu de ne pas avoir donné d'ailes à la panthère »,,.

## Quatre histoires

### Au nom d'Allah le miséricordieux

#### Résumé
Un mois après avoir quitté les côtes françaises et le théâtre européen de la Première Guerre mondiale (voir Les Celtiques), nous retrouvons Corto Maltese près de celles de la mer Rouge où la guerre oppose les Ottomans aux Britanniques. Dix jours qu’il marche dans le désert avec El Oxford, un jeune chef bédouin d'éducation universitaire, d'où son surnom. Ils ont rendez-vous avec Cush, un guerrier danakil, près de la forteresse de Turban. Le fort est occupé par les soldats turcs qui gardent des prisonniers de guerre britanniques, rescapés du désastre de Kut-el-Amara. Le petit prince Saoud y est retenu en otage par son oncle, l’émir Abdulah Pacha. Corto a été payé pour libérer l'enfant sans tarder et l’emmener dans une felouque jusqu’à Zanzibar. À l’intérieur du fort, Corto demande à Cush de se rendre à Aden, à deux jours de marche, pour chercher du renfort auprès des Britanniques. Ils n’attendront pas son retour. Découverts, ils déclenchent une mutinerie des prisonniers dans laquelle Abdulah Pacha et El Oxford trouvent la mort. Soudain, le son des cornemuses se fait entendre. Les troupes britanniques de la 42e division d'infanterie viennent leur prêter main-forte. Mais comment ce diable de Cush a-t-il fait pour agir si vite ? Cush qui est déjà à pied d’œuvre pour soustraire le prince à ses gardes.

#### Analyse
Si le fort de Turban semble fictif, une carte montrée à la troisième page de l'histoire montre qu'elle se situe près de l'île de Périm, donc non loin des rivages de la mer Rouge. Il pourrait être situé au niveau de Dhubab (en), dans le Gouvernorat de Ta'izz.
Cette histoire prend place dans le contexte des conflits en Arabie du Sud durant la Première Guerre mondiale, où s'affrontèrent le Royaume-Uni (exerçant son autorité sur le protectorat d'Aden) et l'Empire ottoman (occupant le reste du Yémen). Ce qui explique dans l'album la présence des soldats turcs et britanniques, qui s'opposent dans différentes régions du Moyen-Orient. À ce moment-là, des troupes anglaises et Lawrence d'Arabie prennent part à la Bataille de Damas, en Syrie, avec l'aide des Hachémites. Ce, dans un contexte où les forces britanniques occupent la Palestine depuis 1917, grâce aux Accords Sykes-Picot. Celles-ci encouragent, avec l'aide de Lawrence, les Arabes à harceler les soldats de l'Empire ottoman (soutenues par l'Allemagne) qui occupaient auparavant la région. Ce qui favorisa la Révolte arabe de 1916-1918, où le chérif de La Mecque, Hussein ben Ali, projeta de libérer de la péninsule Arabique de la présence ottomane.
Dans le fort de Turban sont retenus prisonniers des soldats de l'armée britannique, capturés deux ans plus tôt à Kut, à la suite du siège de Kut-el-Amara. Cet événement eut lieu durant la Campagne de Mésopotamie, lors de la Première Guerre mondiale, ayant opposé les forces britanniques et indiennes à celles de l'Empire ottoman, afin de les chasser de Mésopotamie. En dépit de leur défaite subie lors du Siège, les premiers ont refusé de se replier sur Bassorah et ont lancé l'assaut pour reprendre Kut en février 1917. Puis, ils se sont emparés de Bagdad et de Mossoul et la campagne se poursuit jusqu'à l'armistice en octobre 1918.
Il est beaucoup question de religion, principalement musulmane dans cette aventure. D'abord à travers le titre, parlant d'Allah, mot arabe qui désigne « Dieu » et du fait qu'il soit qualifié de miséricordieux par plusieurs de ses noms. Cet aspect se retrouve aussi à travers les différentes sourates du Coran, réelles ou inventées, citées par les différents personnages. L'histoire s'ouvre sur les quatre premiers versets de la 93e (sur 114), dite Ad-Dhuha. Plus tard seront citées la 10e, celle de Yunus, ainsi que la 48e, Al-Fath. Ensuite, avant de mourir, El Oxford demande à Corto de lui réciter celle de L’Aube, sans doute la 89e, Al-Fajr. Enfin, Kush cite au moment de partir avec Corto la 110e, An-Nasr. Plus tôt, pour déclencher la rébellion dans le fort, Corto attend El Oxford sur le minaret. Mais comme Cush a tué le muezzin, Corto est obligé de le remplacer pour son appel à la prière (celle du coucher de soleil), afin d'éviter de se faire repérer. Sauf que, dans une scène comique, Corto chante vraiment mal et lance un appel épouvantable qui choque tous les fidèles. Enfin, c'est dans cette aventure que Corto révèle que sa religion est le Caïnisme.

### Le Coup de grâce

#### Résumé
« Si je désire nul eau d'Europe, c'est la flache
Noire et froide où, vers le crépuscule embaumé,
Un enfant accroupi, plein de tristesse, lâche
Un bateau frêle comme un papillon de mai. »
C’est sur ces quelques vers, extraits du Bateau ivre, d’Arthur Rimbaud, que s’ouvre ce 2e épisode. Un jour de septembre 1918, dans un fortin du Somaliland britannique, Corto Maltese disserte avec le capitaine Bradt sur ce poète, jadis marchand d’armes dans la région. Bradt est tourmenté par son passé où il a été mêlé à la révolte irlandaise (déjà évoquée dans l'album Les Celtiques). Cush est las d’attendre et veut repartir. Pour une futilité, l’officier britannique en vient à l’humilier en le fouettant et en le chassant du fort. Corto lui assure que le guerrier n’en restera pas là. En effet, les derviches rebelles du Mad Mullah attaquent par surprise et prennent d’assaut le fortin pour se saisir du capitaine Bradt.

#### Analyse
Cette fois, l'histoire débute sur de la poésie, avec des extraits du Bateau ivre et de Ma Bohême, d’Arthur Rimbaud. L'occasion pour les personnages d'évoquer ce poète qui passa une grande partie de sa vie dans la Corne de l’Afrique, où il prit part au « Trafic » d’armes au Choa. Il passa aussi beaucoup de temps à Harar, en Éthiopie, où se trouve encore sa maison, qu'Hugo Pratt visita, comme le firent Henry de Monfreid, Albert Londres et Joseph Kessel. Le bédéiste portait un intérêt particulier pour ce poète amoureux de l'Afrique. Il illustra d'ailleurs ses Lettres d'Afrique, ainsi que l'essai d'Alain Borer, Rimbaud. L’Heure de la fuite. Pratt souligne que le poème d'ouverture parlant d'humidité et la narration de l'histoire se déroulant une Irlande pluvieuse (pays où l'herbe est toujours verte selon Corto) contrastent avec ses dessins évoquant l'aridité : désert, scorpion...
Le bédéiste est séduit par les écrits de ce poète. Mais également par sa personnalité et l'étrangeté de sa vie aventureuse. Ce qu'il raconte dans ses lettres sur sa vie africaine le passionne. En 1937, avec son père, Pratt est allé voir la maison de Rimbaud à Harar avec son père et a rencontré un religieux qui l'avait connu. Il s'agit possiblement de monseigneur Marie-Élie Jarosseau, autrefois évêque de la ville et précepteur de Haïlé Sélassié. En 1991, pour le centenaire de la mort du poète, le bédéiste a réalisé des aquarelles illustrant Rimbaud l'heure de la fuite d'Alain Borer. C'est dans ce cadre qu'il a noué des contacts très cordiaux, en italien, avec le président de l'Institut du monde arabe Edgard Pisani.
Dans cette histoire est évoqué un autre auteur, également apprécié par Pratt, Rudyard Kipling. Certaines personnes s'étonnent qu'il soit possible d'aimer à la fois ces deux auteurs. En fait, ils ne voient le second que comme le chantre de l'impérialisme victorien. Cet aspect, qui existe, ne saurait empêcher Pratt de l'apprécier. D'ailleurs, Kipling parle avec estime des Beni Amer, tribu pourtant opposée aux Britanniques. Serait-ce une conséquence de sa jeunesse aux Indes ? Il a également beaucoup écrit sur la colonisation. Même Bertolt Brecht, pourtant éloigné idéologiquement de lui, a reconnu tout ce qu'il lui devait. Son « Faites l'amour, pas la guerre », popularisé dans les années 1960 par les hippies, vient de Kipling.
Pour la seconde histoire, l'auteur évoque les conflits au Somaliland britannique, territoire formant l'actuel Somaliland, réclamant encore aujourd'hui son indépendance par rapport à la Somalie. À l'époque du récit, il s'agissait d'un protectorat des Britanniques, que ceux-ci défendaient tant bien que mal depuis la « révolte des derviches » dirigés par Mohammed Abdullah Hassan (que les Britanniques appellent le « Mad Mullah » (le « Mollah fou »)), débutée en 1899 et qui s'acheva par un échec en 1920.
Le personnage de Bradt, capitaine du King's African Rifles, est montré comme très lâche, d'abord de par son abus de pouvoir pour humilier Cush, comme le souligne Corto. Puis, dans la prison du fort, où le compagnon de cellule du marin explique que chaque fois que les marchands d'esclaves d'Abyssinie ou les rebelles de Mad Mullah s'approchent, il s'enferme et les laisse faire, par peur de se faire attaquer. De même que lorsqu'un inspecteur de Berbera ou un de ses collègues viennent le voir, il retire ses décorations militaires, ne tenant pas à les leur montrer. Ensuite, lorsqu'en Irlande il se nommait encore Juda O'Leary et qu'il a trahi pour la gloire son frère Simon, héros de la révolte irlandaise, en l'assassinant et empochant la récompense promise par les Anglais et s'enfuit sous une autre identité. Enfin, au moment où il agonise sur le bûcher organisé par Cush et les derviches rebelles, il demande la pitié de celui qu'il a fait fouetter et appelle à l'aide Corto, qui, caché dans les figuiers de Barbarie, finit par lui donner le coup de grâce en l'achevant d'une balle. À la fin de l'histoire, Corto et Cush soulignent qu'en Irlande comme dans la Corne de l’Afrique, les frères détestent les frères, faisant ainsi le parallèle entre les conflits se déroulant dans ces deux régions.

### … Et d'autres Roméos et d'autres Juliettes

#### Résumé
Corto Maltese et celui qui est désormais son ami, Cush, ont repris leur route vers les terres du peuple dankali. En chemin, celui-ci éprouve le désir de faire une halte chez Samaël, l’ange déchu de Dieu. Juste après, Corto sauve d'une attaque de mandrills un homme blanc qui s'avère être fou et rigole sans cesse (d'où le surnom de "Lord Haw haw" que lui attribue le marin). Plus tard, Cush arrive dans son village. Ils apprennent que la guerre est déclarée avec les tribus d’Abyssinie. Son frère Rhomah en est prisonnier. Tout cela parce qu’il est soupçonné d’avoir enlevé Fala Mariam, la fille du ras Yaqob, dont il est amoureux. Les Abyssins sont chrétiens et n’approuvent pas cette liaison avec un adepte de Mahomet. Les Danakils ne sont pas en reste : aucune union avec les infidèles. Samaël interviendra dans les songes de Corto et saura le guider pour éviter cette guerre de religions, à laquelle "Lord Haw haw" n'est pas étranger.

#### Analyse
Pratt continue à nous montrer les conflits ayant lieu dans la Corne de l’Afrique. Il s'agit ici des guerres de religions en Éthiopie, entre les Chrétiens (majoritairement orthodoxes) et les Musulmans (principalement sunnites), qui remontent à plusieurs siècles et perdurent encore aujourd'hui. Entre 1889 et 1913, l'empereur d'Éthiopie Menelik II, étendit son empire en intégrant de nombreux territoires peuplés de musulmans, afin d'unifier le pays. L'Islam devient ainsi une religion au statut inférieur dans cet État chrétien. Dans l'histoire, des Danakils (musulmans) accusent des Abyssins (chrétiens) de se servir des guerres de religion comme prétexte pour voler leur or sur leur territoire, figurant parmi les principales ressources minières de pays (voir Exploitation minière en Éthiopie (en)), afin d'acheter aux Blancs des fusils et piller des gens et prendre des jeunes filles comme esclaves. En effet, "Lord Haw haw", qui vend des fusils à Ras Yaqob, a trouvé de l'or en territoire Danakil et a enlevé sa fille pour encourager à exterminer les Danakils.
Samaël (ici appelé fautivement Shamaël) est montré en train de pratiquer le Zār, pratique de spiritisme répandue dans la Corne de l'Afrique, en Égypte et en Arabie. La présence de ce personnage dans cette histoire est l'occasion pour l'auteur d'évoquer différents personnages de religions diverses. Il s'agit selon Cush du plus grand de leurs sorciers, un Abyssin qui existe depuis toujours, le fils de la Mort et du Diable, un ange déchu dont le nom signifie "Le poison de Dieu". Il a aussi provoqué la mort du roi Théodoros, le "Roi fou d'Éthiopie", tout comme il a contribué à la défaite des Italiens à la Bataille d'Adoua. Pour le rencontrer dans sa Vallée des Diables, lui envoie des signaux de fumées. Alors que le marin fuit le conflit et se retrouve bloqué par des éboulis, il voit en rêve Samaël. Celui-ci se présente comme le Mal qui autrefois marchait à côté de "Celui-qu'on'-ne-peut-pas-nommer" (car il n'a pas de nom). Il s'est révolté avec six anges pour aider un être de boue Adamah et sa première femme Lilith. Puis, il lui explique avoir soustrait Corto à l'ange de la mort (Azraël) car il lui est indispensable pour ses plans dévoile. Il veut se venger de Ras Yaqob et c'est pour cela qu'il marie Rhomah et Fala Mariam, au nom du grand rebelle et du prophète Enoch. Samaël est déjà apparu dans À l'ouest de l'Éden (L'uomo della Somalia), écrite par Pratt en 1977. Et Corto le recroisera dans La Maison dorée de Samarkand, sous le nom de Sheitan, quand un Yezidi de Van (Turquie) lui prédit son avenir. Pratt explique que c'est un personnage des mythes hébraïques, qui figure aussi dans les histoires assyriennes, ainsi que dans l'Épopée de Gilgamesh.
Lors de la rencontre de Corto avec "Lord Haw haw", ce dernier plaisante en disant s'appeler Stanley et dit au marin « Et vous êtes le Docteur Livingstone, je suppose... ». C'est une allusion à la célèbre phrase qu'aurait prononcé Henry Morton Stanley en rencontrant David Livingstone (tous deux explorateurs britanniques en Afrique) à Ujiji (Tanzanie) : « Dr Livingstone, I presume? » (« Docteur Livingstone, je suppose ? »). Ce même curieux personnage, qui se fait appeler "Lord Personne", est celui qui est apparu sous ce nom dans Ann de la jungle. Pratt explique que lorsqu'il le peut, il préfère reprendre un ancien personnage, plutôt que d'en créer un nouveau. De toutes manières, il considère que tous ses personnages font partie d'une même famille.
Là aussi, il est question de lâcheté, quand durant l’attaque du village Danakil, Cush et Corto partent chacun de leur côté et éprouvent des remords face à cet acte, motivé par leur peur de mourir. Pratt souligne qu'en fonction des circonstances, on peut être soit courageux, soit lâche ou simplement se montrer prudent dans un moment de réflexion. Car il y a des moments dans la guerre où tout le monde se sauve. Ce qui n'empêchent pas ces personnages de se montrer en général courageux et de braver la mort, au point d'en être détaché.

### Les Hommes-léopards du Rufiji

#### Résumé
En 1918, l’occupation de la colonie allemande du Tanganyika par les Britanniques est commencée. Corto Maltese veut se rendre en Chine mais, n'ayant pas trouvé de bateau, est descendu plus au sud, jusqu'à cette colonie. Avant de repartir pour la ville de Tanga, lui et son ami Tenton arrivent dans le delta du fleuve Rufiji. L’épave d'un croiseur allemand, le Koenigsberg, est là — détruit quelques mois plus tôt par la Royal Navy — , sous la surveillance du capitaine Mac Gregor. Celui-ci leur fait part de son inquiétude au sujet des hommes-léopards, qui troublent l’ordre dans diverses parties de l’Afrique, maintenant présents dans cette partie orientale. Un sorcier masqué s'introduit à bord, subtilise un document et s’enfonce dans la forêt. Deux coups de feu retentissent. Deux sorciers gisent sur le sol. Sous les masques : un soldat allemand et un autre africain, le caporal Mungo. Dans un dernier souffle ce dernier avoue qu’ils sont venus chercher une carte indiquant l’endroit où se trouve un coffre rempli de sterlings d’or et de thalers d’argent. Le troisième larron, le sergent Saxon, s’est enfui après leur avoir subtilisé la carte et tiré sur eux. Le moribond lui donne la clé pour rentrer en contact avec les hommes-léopards. Au risque de sa vie, Corto part résoudre cette affaire.

#### Analyse

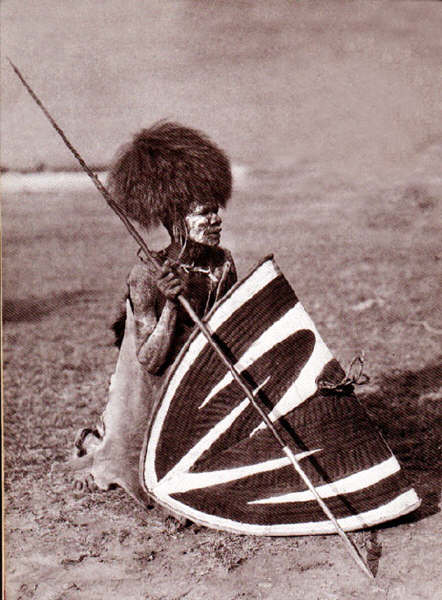
Guerrier Luo

Cette histoire, se déroulant sans Cush, s'ouvre sur un troupeau de zèbres et des Luos, peuple vivant au Kenya et en Tanzanie, dont les boucliers évoquent le manteau de l'animal. Elle se déroule au Tanganyika, qui s'étendait alors sur les territoires actuels du Burundi, du Rwanda et de la partie continentale de la Tanzanie. Corto et Tenton évoquent la Bataille du delta du Rufiji (1915), durant laquelle fut arraisonné le croiseur allemand le Koenigsberg. Celui-ci avait déjà coulé plusieurs navires britanniques : le City of Winchester (Liste des naufrages d'août 1914 (en)) à Aden et le HMS Pegasus à Zanzibar. Les marins qui l'occupaient se sont joints aux guérilleros de lieutenant-colonel Paul von Lettow-Vorbeck, ont démonté les canons du navire et ont continué à combattre les Britanniques.
Plus tard, lorsque Corto découvre le caporal Mungo agonisant, il explique avoir voulu prendre l'argent resté dans le navire, pour payer les soldats de couleur combattant avec les Allemands. Faisant partie des hommes-léopards (ou Aniotas), il lui confie un symbole de cette confrérie et lui demande de le montrer au patrouilleur massaï Dave Brukoï (alias Big Tom Tom), qui en est également membre. Le mourant laisse une possibilité au marin d'avoir des amis parmi eux, en lui demandant d'arrêter le sergent Saxon. Corto est d'autant plus motivé que l'autre agonisant était le Korvetten-Kapitän Lothar Slütter, de Lübeck, de la marine impériale allemande. Or, il avait connu un autre Slütter, venant de la même ville et officie dans cette même marine que cet homme, son défunt ami Christian Slütter (voir La Ballade de la mer salée), qui était peut-être de la même famille que lui.
Corto navigue ensuite bord d'une barque avec Brukoï, accompagné de deux autres hommes-léopards et qui communique par tam-tam avec les siens. Ceux-ci lui répondent qu'un Levantin, Sahad el Cairo, se dirige vers sa maison de Mikindani. Cet homme vient en aide à ceux qui fuient la police à condition qu'ils payent et, dans le cas contraire, n'a pas de remords à les éliminer. Arrivé chez lui, Brukoï propose au marin une récompense à la banque indo-africaine de Dar es Salam. Mais celui-ci refuse, étant plein aux as mais surtout, désirant venger son ami et désire alors l'accompagner, ce qu'il accepte à condition qu'ils deviennent frères de sang. S'approchant de la maison, Corto surprend une conversation entre Saxon et el Cairo : ce dernier lui propose d'embarquer à bord d'un dhow jusqu'à Zanzibar, pour ensuite l'attendre dans la maison de Tippo Tip. Cet homme, mort dans cette ville, était un marchand d’esclaves originaire de Unguja, île principale de l'archipel de Zanzibar.
Alors que le marin attaque la maison dans un échange de tir, où il est criblé de balles, il est mystérieusement plongé dans le noir et dans un rêve. Là, il retrouve Brukoï, sous forme d'un léopard. Ce dernier lui explique que les Africains peuvent prendre la forme de l'animal dont un rite magique les a rendus frères. Il explique ensuite que les hommes-léopards forment une justice africaine, dont l'autorité est reconnue entre les différents peuples, même s'ils sont ennemis entre eux. Ils se chargent des crimes commis entre les Africains ou contre eux. Cette sorte de police internationale traque les criminels, où qu'ils s'enfuient car là où qu'il y a des Africains, même en Europe où en Amérique, ils sont aussi présents pour défendre leur peuple. Et pour éviter les abus, il existe parmi eux des hommes-léopards qui contrôlent les autres. Au Congo, on les appelle les hommes-simbas ou lions (simba désigne en swahili le lion), sur les rives des grands fleuves les hommes-crocodiles (Crocodile Society (en))...
Ce passage est en partie inspiré par une histoire vécue par Hugo Pratt. Alors qu'il travaillait sur la fin des Éthiopiques, son fils Lucas était en permanence tout près de lui, à fixer des yeux ses dessins en train de se réaliser. Le bédéiste a fini par éprouver une sensation d'étouffement. D'où cette séquence dans laquelle Corto rêve que les murs se rapprochent de lui jusqu'à l'écraser.
À son réveil après une semaine de coma, le marin se retrouve dans un lit de la Royal Army Medical Corps, corps médical de l'Armée britannique (comme on peut le lire sur sa chemise). D'après le lieutenant de la police militaire, il risque d'être condamné pour avoir agi de sa propre initiative en prenant part à l'attaque de la maison, sans tenir compte de la Royal African Police. Mais il se réjouit de recevoir par colis des symboles des hommes-léopards (un artefact et une patte de léopard) de la part de son frère de sang. Pratt désirait d'ailleurs parler dans une de ses aventures de cette confrérie africaine, "police interafricaine" rendant la justice comme Interpol en Occident. Et cette justice existe même encore en Europe.
Dans ce même dernier récit, nous avons des nouvelles d'autres personnages existants dans l'album Ann de la jungle : l’officier Tenton du King's African Rifles de Gombi (également présent dans Les Scorpions du désert), le capitaine Mac Gregor et Tipperary O’Hara, le marin du Golden Vanity. Nous apprenons que ce dernier est un ami de Corto Maltese. O’Hara qui préfigurait, en quelque sorte, Corto Maltese dès 1959 dans l’imaginaire de Hugo Pratt.
Corto évoque aussi son adolescence en Chine en 1900, pendant la révolte des Boxers. En 1986, ce sujet inspire l’auteur italien de bande dessinée, Lele Vianello. Avec l’accord de Hugo Pratt, il met en scène Corto Maltese adolescent, dans un épisode intitulé, Rixe chinoise. Il y décrit son premier fait d'armes : détruire un canon ennemi. Paru dans l'album Le Fanfaron (Il Millantatore), chez Casterman, en 1993. Le marin évoque aussi son prochain voyage dans ce pays, qui aura lieu dans Corto Maltese en Sibérie, permettant à cet épisode de faire la transition avec l'album suivant.

## Prépublications
- France : ces nouvelles aventures de Corto Maltese, paraissent pour la première fois dans l’hebdomadaire Pif Gadget.
- Au nom d'Allah le très miséricordieux, le compatissant : no 183 du 31 août 1972.
- Le Dernier coup : no 194 du 16 novembre 1972.
- ... Et d'autres Roméo et d'autres Juliette : no 204 du 22 janvier 1973.
- Rufiji Kamarad, les hommes-léopards : no 217 du 25 avril 1973.

## Albums édités en France
Texte et dessins de Hugo Pratt.
Ces 4 histoires composent le contenu de chaque album listé ci-dessous : Au nom d'Allah le miséricordieux – Le coup de grâce – Et d'autres Roméos et d'autres Juliettes – Les hommes-léopards du Rufiji.

### Première édition en noir et blanc
- Les Éthiopiques (couverture souple, broché, préface de Didier Platteau), éd. Casterman, coll. « Les grands romans de la bande dessinée », 1978  (ISBN 2-203-33205-0)

### Première édition en couleurs
- Les Éthiopiques (relié, format 27x31, préface de Michel Pierre illustrée de documents et aquarelles de Hugo Pratt), éd. Casterman, 1980.

### Rééditions en noir et blanc
- Les Éthiopiques (petit format broché), coll. « J’ai lu BD », éd. J’ai lu, 1991.
- Les Éthiopiques (nouvelle couverture souple, broché), éd. Casterman, 2001.
- Les Éthiopiques (couverture souple à rabat, broché), éd. Casterman, série Corto Maltese en noir et blanc, no 6, sortie prévue en mars 2011, format 23,5/29,5  (ISBN 978-2-203-03366-5).

### Rééditions en couleurs
- Les Éthiopiques (relié avec jaquette, format 23.5x30.5, documents et aquarelles de Hugo Pratt), éd. Casterman, 2006.
- Série Corto (petits formats brochés), éd. Casterman, 2008 :
  - Tome 20 – Au Nom d'Allah le miséricordieux  (ISBN 978-2-203-00663-8) ;
  - Tome 21 – Le Coup de grâce  (ISBN 978-2-203-00311-8) ;
  - Tome 22 – Et d'autres Roméos et d'autres Juliettes  (ISBN 978-2-203-00796-3) ;
  - Tome 23 – Les Hommes-léopards du Rufiji  (ISBN 978-2-203-00795-6).
- Les Éthiopiques (relié, format 21.5x29, préface de Marco Steiner, photos de Marco d’Anna : Récits, images, réflexions), éd. Casterman, série Corto Maltese, tome 8, 2009  (ISBN 978-2-203-02447-2).

## Courts-métrages d’animation
- Le Coup de grâce
- D'autres Roméo et d'autres Juliette
- Les hommes-léopards du Rufiji
  - Réalisateurs : Richard Danto et Liam Saury.
  - Avec la voix de Richard Berry (Corto Maltese).
  - Diffusés sur France 4, en juin 2007.
  - Corto Maltese. L’Intégrale. Coffret 7 DVD, Studio Canal, 2005.